# Jadwiga
Jadwigaⓘ – imię żeńskie pochodzenia germańskiego, germ. Hadwig lub Hedwig, złożone z elementów Hadu- i -wig, które oba oznaczają „walka”. W Polsce imię to zostało zanotowane po raz pierwszy w 1208 roku, w formach Hedwiga i Edwiga; innymi pojawiającymi się formami rodzimymi były Hadwiga, Adwiga, Jedwiga i – najpóźniej (1379) – Jadwiga. Uważa się, że imię to pojawiło się w Polsce wraz z małżeństwem Henryka I Brodatego ze św. Jadwigą Śląską.
Jadwiga imieniny obchodzi: 2 lutego, 14 kwietnia, 8 czerwca, 28 sierpnia. 15 października i 16 października. 
Zdrobnienia: Jadzia, Wisia, Isia, Iga, Jaga, Jagusia, Jagoda, Jagna, Jagienka, Jadwisia, Jadwinia.
Wedle danych PESEL według stanu na 19 stycznia 2024 roku imię to nosi w Polsce 231 844 kobiet.

## Odpowiedniki w innych językach
- czeski: Hedvika
- esperanto: Hedviga[5]
- niemiecki: Hedwig
- włoski: Edvige

## Osoby o imieniu Jadwiga

### Święte Kościoła katolickiego
- św. Jadwiga Andegaweńska (1374–1399) – król Polski i wielka księżna litewska;
- św. Jadwiga Śląska (1174–1243).

### Błogosławione Kościoła katolickiego
- bł. Alicja Jadwiga Kotowska

### Inne osoby o tym imieniu
- Jadwiga (ok. 1266–1339) – królowa polska
- Jadwiga Abisiak – polska siatkarka
- Jadwiga Andrzejewska – polska aktorka
- Edwige Bancole – benińska lekkoatletka, sprinterka, uczestniczka letnich igrzysk olimpijskich w 1980 r.
- Jadwiga Barańska – polska aktorka
- Jadwiga Basińska – polska aktorka
- Jadwiga Biedrzycka – polska działaczka polityczna
- Hedwig Bienkowski-Andersson – niemiecka aforystka, poetka i pisarka
- Jadwiga Bukowińska (1907–1986) – polska Sprawiedliwa wśród Narodów Świata
- Jadwiga Chamiec (1900–1995) – polska pisarka
- Jadwiga Dackiewicz (1920–2003) – polska pisarka
- Jadwiga Dziubińska (1874–1937) – pedagog, działaczka ludowa
- Jadwiga Falkowska – harcmistrzyni Rzeczypospolitej
- Jadwiga Flank – Miss Polonia 1994
- Jadwiga Jagiellonka (1408–1431) – polska królewna, córka Władysława Jagiełły
- Jadwiga Jagiellonka (1457–1502) – polska królewna, księżna bawarska
- Jadwiga Jagiellonka (1513–1573) – polska królewna, elektorowa brandenburska
- Jadwiga Jankowska-Cieślak – polska aktorka
- Jadwiga Jaraczewska – polska pilotka szybowcowa i wojskowa, córka Józefa Piłsudskiego
- Jadwiga Jędrzejowska – polska tenisistka
- Jadwiga Gryn – polska aktorka
- Jadwiga Łokkaj – polska działaczka polityczna
- Jadwiga Łuszczewska (Deotyma) – pisarka polska
- Hadwig Pfeifer (1906–2002) – austriacka i niemiecka narciarka alpejska, trzykrotna medalistka mistrzostw świata
- Jadwiga Ptach – czołowa hafciarka kaszubska
- Jadwiga Rappé – śpiewaczka
- Jadwiga Rodowicz – japonistka
- Jadwiga Rzewuska – pisarka historyczna
- Jadwiga Smosarska (1898–1971) – polska aktorka
- Jadwiga Staniszkis – polska socjolog i publicystka
- Jadwiga Strzelecka – polska piosenkarka
- Jadwiga Szajer
- Jadwiga Wajsówna – polska lekkoatletka
- Jadwiga Wiśniewska – poseł na Sejm RP V, VI, VII kadencji
- Jadwiga Zakrzewska – poseł na Sejm RP V kadencji
- Jadwiga Zamoyska (1831–1923)
- Jadwiga żagańska – żona Kazimierza Wielkiego
- Jadwiga Żylińska (1910–2009) – polska pisarka

## Inne znaczenia
- Jadwiga – krater na powierzchni Wenus
- Jadwiga – odmiana winorośli
- SS Jadwiga – polski statek żeglugi przybrzeżnej